# منتخب فنزويلا لكرة السلة
منتخب فنزويلا لكرة السلة هو ممثل فنزويلا الرسمي في المنافسات الدولية في كرة السلة. ينتمي إلى منطقة اتحاد الأمريكتين لكرة السلة. انضم إلى الاتحاد الدولي لكرة السلة في عام 1938.

## البطولات التي شارك فيها
- بطولة الأمريكتين لكرة السلة
- كأس العالم لكرة السلة
- كرة السلة في الألعاب الأولمبية